# Chrüz
Chrüz är en bergstopp i Schweiz.   Den ligger i regionen Prättigau/Davos och kantonen Graubünden, i den östra delen av landet, 180 km öster om huvudstaden Bern. Toppen på Chrüz är 2 196 meter över havet, eller 594 meter över den omgivande terrängen. Bredden vid basen är 4,6 km.
Terrängen runt Chrüz är huvudsakligen bergig, men den allra närmaste omgivningen är kuperad. Närmaste större samhälle är Klosters Serneus, 8,7 km sydost om Chrüz. 
Trakten runt Chrüz består i huvudsak av gräsmarker. Runt Chrüz är det glesbefolkat, med 14 invånare per kvadratkilometer.